# Schloss Frohnburg
Schloss Frohnburg är ett slott i Österrike.   Det ligger i staden Salzburg i förbundslandet Salzburg.  Schloss Frohnburg ligger 429 meter över havet.